# Ma’arrin (Hama)
Ma’arrin – miejscowość w Syrii, w muhafazie Hama. W 2004 roku liczyła 1830 mieszkańców.